# Мишастий Михайло Андрійович
Мишастий Михайло Андрійович (2 листопада 1890—1978) — заслужений учитель УРСР (1954 рік), збирач фольклору, історик-краєзнавець, композитор.

## Дитинство і освіта
Народився в селі Блистова Менського району Чернігівської області в сім'ї козака Мишастого Андрія Григоровича і міщанки Мірошникової Марії Петрівни. в 1907 році закінчив середню школу. В 1911 році здав іспити на звання вчителя початкової школи і залишився вчителювати в Блистівській школі. В 1916 році отримав атестат зрілості, а в 1930 році закінчив агробіологічне відділення Чернігівського інституту народної освіти, пізніше отримав другу освіту заочно закінчивши фізико-математичний факультет Ніжинського педінституту (1938 рік). Все життя жив і працював в с. Блистова на різних посадах у школі (1914—1956 рр), викладаючи хімію, біологію, математику, а також навчав співати молодь, про що пізніше виклав у «Методиці викладання співів в I—IV класах 8-річної школи» (1966 рік).

## Діяльність
Велику частину свого життя Михайло Андрійович присвятив збиранню елементів народного фольклору — понад чотири сотні частівок, більше тисячі народних пісень, триста з яких перекладено на ноти, п'ятсот записано на магнітні плівки. Ним записано 145 пісень, які відносяться до обряду весілля у Блистові, а також написано музику «Менського вальсу» на слова Дмитра Калібаби. Паралельно Михайло Андрійович дописував в місцеві газети журналістські статті («Наше Слово», «Деснянська правда», «Колгоспна правда» та ін), де розповідав про побут місцевих мешканців, школу, творчість, досягнення радянської влади, життя видатних людей Менського району.

## Нагороди і вшанування
Михайло Андрійович був нагороджений орденом Трудового Червоного Прапора, медаллю «За Трудову Доблесть», отримав звання заслуженого учителя УРСР. На
його честь в центральній частині села Блистова названий провулок.

## Архівні матеріали
В Чернігівському обласному архіві зберігається особистий фонд Михайла Андрійовича. В цьому фонді а також в Інституті фольклору зберігаються всі його надбання — фотографії учнів Блистівської школи (12 фотографій періоду 1937—1954 рр), автобіографія, історія села Блистови, газетні вирізки, пісні, ноти, нагороди.

## Діти і поховання
Був одружений і мав двох дітей — Роза і Віталій. Помер 1978 року, похований на сільському кладовищі в с. Блистова